# ГЕС Шастан
ГЕС Шастан (фр. Barrage du Chastang) — гідроелектростанція у центральній Франції. Входить до складу каскаду на річці Дордонь (права притока Гаронни), яка дренує південно-західну сторону основної частини Центрального масиву. Знаходиться між ГЕС Егль (вище по течії) та ГЕС Аржанта.
Для накопичення ресурсу на Дордоні звели арково-гравітаційну греблю висотою 85 метрів, довжиною 300 метрів та товщиною від 6,5 до 23,6. Вона утримує водосховище із площею поверхні 7 км2 та об'ємом 187 млн м3. Окрім природного стоку, до нього також перекидається вода із річки Дустр (впадає справа в Дордонь нижче від греблі Шастан), для чого на ній споруджена аркова гребля Ла-Валетт висотою 50 метрів, довжиною 207 метрів та товщиною від 2,5 до 8,75 метра, яка утримує водосховище площею поверхні 2,3 км2 із об'ємом 31 млн м3. При виході дериваційного тунелю від Ла-Валетт до водосховища Шастан працює ГЕС Марсіяк потужністю 30 МВт.
Розташований біля греблі на правому березі машинний зал станції Шастан обладнаний трьома турбінами типу Френсіс потужністю по 100 МВт, які при напорі у 71 метр забезпечують річну виробітку електроенергії на рівні 590 млн кВт-год.